# Morphisme de groupes
Un morphisme de groupes ou homomorphisme de groupes est une application entre deux groupes qui respecte la structure de groupe.
Plus précisément, c'est un morphisme de magmas d'un groupe {\displaystyle (G,*)} dans un groupe {\displaystyle (G',\star )}, c'est-à-dire une application {\displaystyle f:G\to G'} telle que
et l'on en déduit alors que
- f(e) = e' (où e et e' désignent les neutres respectifs de G et G') et
- ∀x ∈ G   f(x−1) = [f(x)]−1.

Un morphisme d'un groupe G dans lui-même est appelé un endomorphisme de G.
On dit que {\displaystyle f} est un isomorphisme de groupes si {\displaystyle f} est un morphisme bijectif. Dans ce cas, {\displaystyle f^{-1}} est aussi un isomorphisme de groupes. Si de plus {\displaystyle (G,*)=(G',\star )}, autrement dit si l'isomorphisme {\displaystyle f} est un endomorphisme, on dit que {\displaystyle f} est un automorphisme du groupe {\displaystyle G} .
Un morphisme de groupes transporte la loi de groupe, et va ainsi conserver toutes les propriétés liées à cette loi. Il est donc intéressant d'étudier comment se comportent les principaux objets de la théorie des groupes sous l'effet des morphismes.

## Exemples
- Le morphisme zéro de G dans G' est l'application constante x ↦ e'.
- La fonction exponentielle complexe {\displaystyle \mathbb {C} \to \mathbb {C} ^{*},\,z\mapsto \mathrm {e} ^{z}}, vérifie :{\displaystyle \mathrm {e} ^{z+z'}=\mathrm {e} ^{z}\times \mathrm {e} ^{z'}.}C'est donc un morphisme de groupes de (ℂ, +) dans (ℂ*, ×) et —  par restriction — de (ℝ, +) dans (ℝ+*, ×).

## Liens avec les sous-groupes
Soit {\displaystyle f:G\to G'} un morphisme de groupes. Alors :
- l'image réciproque {\displaystyle f^{-1}(H')} de tout sous-groupe {\displaystyle H'} de {\displaystyle G'} est un sous-groupe de {\displaystyle G}, et si de plus {\displaystyle H'} est normal dans {\displaystyle G'} alors {\displaystyle f^{-1}(H')} est normal dans {\displaystyle G}.
- l'image directe {\displaystyle f(H)} de tout sous-groupe {\displaystyle H} de {\displaystyle G} est un sous-groupe de {\displaystyle G'}, et si de plus {\displaystyle H} est normal dans {\displaystyle G} alors {\displaystyle f(H)} est normal dans {\displaystyle f(G)} (donc dans {\displaystyle G'} si {\displaystyle f} est surjectif).

## Noyau et image
Comme pour toute application, l'image d'un morphisme de groupes {\displaystyle f:G\to G'} est définie par :
{\displaystyle \operatorname {im} (f)=f(G),}
et {\displaystyle f} est surjectif si et seulement si son image est égale à {\displaystyle G'}.
Le noyau (Kern en allemand, kernel en anglais) est plus spécifique aux morphismes. On appelle noyau du morphisme {\displaystyle f} l'ensemble
{\displaystyle \ker(f)=f^{-1}(\{e'\}),}
et {\displaystyle f} est injectif si et seulement si son noyau est réduit à {\displaystyle \{e\}}.
D'après le § précédent, pour tout morphisme {\displaystyle f:G\to G'}, {\displaystyle \operatorname {im} (f)} est un sous-groupe de {\displaystyle G'} et {\displaystyle \ker(f)} est un sous-groupe normal de {\displaystyle G}. De plus, si S est une partie génératrice de G, alors f(S) est une partie génératrice de im(f).

## Isomorphismes de groupes
Un isomorphisme de groupes est un morphisme de groupes qui est bijectif.
Lorsqu'il existe un isomorphisme du groupe {\displaystyle G} vers le groupe {\displaystyle G'}, sa bijection réciproque est un isomorphisme du groupe {\displaystyle G'} vers le groupe {\displaystyle G} ; on dit alors que les deux groupes sont isomorphes, ce que l'on note {\displaystyle G\simeq G'}.

## Automorphismes de groupe
Un automorphisme de groupe est un morphisme qui est à la fois un isomorphisme de groupes et un endomorphisme de groupe
L'ensemble des automorphismes du groupe G est généralement noté Aut(G). C'est un sous-groupe du groupe des bijections de G dans G (muni de la loi de composition).

## Théorèmes d'isomorphisme
Les trois théorèmes d'isomorphisme suivants sont généralisables à d'autres structures que les groupes. Voir notamment Algèbre universelle#Passage au quotient et théorèmes d'isomorphie.

### Premier théorème d'isomorphisme
{\displaystyle f} induit un isomorphisme du groupe quotient {\displaystyle G/\ker f\,} vers {\displaystyle f(G)\,}.
On déduit de ce théorème fondamental deux autres théorèmes d'isomorphisme.

### Deuxième théorème d'isomorphisme
Si N est un sous-groupe normal de G et H un sous-groupe de G, alors {\displaystyle H\cap N} est un sous-groupe normal de H et on a l'isomorphisme suivant :
{\displaystyle H/(H\cap N)\simeq NH/N.}

### Troisième théorème d'isomorphisme
Soient N et  M deux sous-groupes normaux de  G tels que  M soit inclus dans  N. Alors  N/M est un sous-groupe normal de  G/M et on a l'isomorphisme suivant :

## Note
1. ↑  Pour une démonstration, voir par exemple le § « Homomorphismes » du cours sur les groupes sur Wikiversité. Et pour les compléments sur les sous-groupes normaux, voir Sous-groupe normal#Lien avec les morphismes de groupes.